# Scuderia Ferrari
Scuderia Ferrari HP S.p.A. este divizia de curse a producătorului auto italian de lux, Ferrari, și echipa de curse care concurează în cursele de Formula 1. Este cea mai veche echipă de Formula 1 care a supraviețuit și cea mai de succes, ea participând în fiecare campionat mondial din sezonul de Formula 1 din 1950 și până în prezent. Echipa a fost fondată de Enzo Ferrari, inițial pentru a concura cu mașini de curse produse de Alfa Romeo, dar în 1947 Ferrari începuse să-și construiască propriile mașini. Marele Premiu al Italiei de la Monza este considerată cursa de acasă a echipei.
Drept constructor, Ferrari are un record de 16 Campionate la Constructori, ultimul dintre care a fost câștigat în 2008. Alberto Ascari, Juan Manuel Fangio, Mike Hawthorn, Phil Hill, John Surtees, Niki Lauda, Jody Scheckter, Michael Schumacher și Kimi Räikkönen au câștigat un record de 15 Campionate la Piloți pentru echipă. De la titlul lui Räikkönen din 2007, echipa a pierdut la limită titlul la piloți din 2008 cu Felipe Massa și titlurile la piloți din 2010 și 2012 cu Fernando Alonso. Marele Premiu al Toscanei din 2020 a marcat al 1000-lea Mare Premiu pentru Ferrari în Formula 1.
Michael Schumacher este cel mai de succes pilot al echipei. Alăturându-se echipei în 1996 și plecând în 2006, a câștigat cinci titluri consecutive la piloți și 72 de Mari Premii pentru echipă. Titlurile sale au venit consecutiv între 2000 și 2004, iar echipa a câștigat titluri consecutive la constructori între 1999 și 2004; aceasta a fost cea mai reușită perioadă a echipei. Piloții echipei pentru sezonul din 2023 sunt Charles Leclerc și Carlos Sainz Jr..

## Enzo Ferrari
Articol de bază: Enzo Ferrari
Născut în 1898, Enzo Ferrari, fost pilot de curse, a fondat Scuderia Ferrari în 1929, preparând automobile Alfa Romeo pentru piloții privați. După opt ani Scuderia Ferrari devine Alfa Course, echipa de uzină a fabricantului de automobile, însă Enzo Ferrari a rămas manager.
După cel de-al doilea război mondial Enzo Ferrari pleacă de la Alfa Romeo și decide să construiască primul său automobil, în ciuda unui contract pe care îl semnase cu Alfa Romeo și care îi interzicea acest lucru. În paralel cu construcția de automobile de stradă, Enzo Ferrari se ocupa și de echipa de curse, care a debutat în Formula 1 în 1950, odată cu prima ediție a campionatului mondial de profil.
Enzo Ferrari a fost înzestrat cu o personalitate extrem de puternică, acest lucru ajutându-l de nenumărate ori în contrele pe care le-a avut de-a lungul anilor cu Federația Internațională a Automobilului. Conștient de puterea sa și mai ales de importanța prezenței echipei sale în campionatul mondial, Enzo Ferrari a amenințat de multe ori cu retragerea echipei dacă regulamentul nu este schimbat după bunul său plac.
Enzo Ferrari a condus Scuderia Ferrari până în ultimii ani ai vieții. A decedat în 1988.

## Il Cavallino Rampante
Caluțul cabrat este cel mai cunoscut simbol atât al echipei de Formula 1 cât și a diviziei de automobile de stradă. La origine el a fost simbolul familiei Baracca, o familie nobiliară din Italia. Francesco Baracca, fiul conților Baracca, a luptat în primul război mondial alături de Alfredo Ferrari, fratele mai mare a lui Enzo, ambii fiind piloți de vânătoare, căluțul fiind simbolul escadrilei.
După război, conții Baracca i-au permis lui Enzo Ferrari să folosească simbolul în memoria fiului lor dispărut în luptă. Acestuia i-au fost adăugate fundalul galben, culoarea orașului Modena, steagul Italiei în partea de sus, precum și literele S și F, inițialele Scuderiei Ferrari.

## Istoric

### 1929-1949
În primii patru ani de activitate, Scuderia Ferrari a avut parte de suportul direct al companiei Alfa Romeo, însă retragerea companiei milaneze în 1933 l-a aruncat pe Enzo Ferrari într-o profundă criză, de unde a fost ajutat să iasă de către producătorul de pneuri Pirelli.
Deși Scuderia Ferrari a încorporat de-a lungul acelor ani piloți celebri ai acelor vremuri - Tazio Nuvollari, Achille Varzi și Louis Chiron, rezultatele au fost modeste. În ciuda câtorva victorii Scuderia Ferrari nu putea face față echipelor germane.
În 1938 Alfa Romeo cumpără echipa lui Enzo Ferrari și îi schimbă numele în Alfa Course. Deși era în continuare manager, Enzo Ferrari depindea acum de directorul tehnic al echipei, unul numit de Alfa Romeo. Această situație nu i-a convenit lui Enzo Ferrari care a decis să plece de la Alfa Course.
În ciuda faptului că atunci când a părăsit Alfa Romeo, Enzo Ferrari nu avea dreptul de a construi automobile, încalcă contractul semnat și proiectează împreună cu inginerii săi modelul Ferrari Tipo 815, primul prototip Ferrari construit vreodată. Scăparea din contractul cu Alfa Romeo a fost faptul că Enzo Ferrari fondase Auto Avio Costruzioni, o companie producătoare de unelte, iar Tipo 815 era considerat un prototip și nu un automobil. Cu Ferrari Tipo 815 are loc redebutul Scuderiei în cursele auto, luându-se startul la Mille Miglia în 1940.
Venirea războiului a pus punct activităților pentru o perioadă. Tot atunci fabrica sa de la Modena fusese bombardată de aliați, fiind mutată la Maranello, unde este și astăzi. La reinstalarea păcii, însă, Scuderia Ferrari și-a reluat activitatea și în 1947 construiește Ferrari 125', primul automobil fabricat vreodată de Ferrari. Construit un doar trei exemplare, fiecare însă diferit, Ferrari 125 avea un motor V8 de 1.500 cmc.
Cu 125 Scuderia Ferrari se alinează la startul primului Mare Premiu, cel al Italiei din 1948, an în care s-au câștigat și primele curse majore - Targa Florio și Mille Miglia, ambele cu Ferrari 166', al doilea automobil produs la Maranello.

### 1950-1959
Într-un mod extrem de curios Scuderia Ferrari a lipsit de la prima cursă a nou înființatului Campionat Mondial de Formula 1, motivul fiind acela că Enzo Ferrari a dorit să protesteze pentru regulamentul scris de Federația Internațională a Automobilului și pe care îl considera avantajos pentru Alfa Romeo, marii săi rivali. Scuderia Ferrari s-a prezentat totuși la startul celei de-a doua etape - Marele Premiu al Principatului Monaco - unde Alberto Ascari a terminat al doilea.
Concurența cu Alfa Romeo practic nici nu a existat în 1950 pentru că milanezii erau mult prea puternici, nefiind ajunși de Ferrari în ciuda faptului că de-a lungul sezonului s-au folosit mai multe monoposturi, fiecare înglobând soluții tehnice diferite.
Nici în 1951 Ferrari nu a putut face față rivalilor, totuși sezonul avea să aducă prima victorie, odată cu trimful lui José Froilán González în Marele Premiu al Marii Britanii de la Silverstone. Această victorie ar fi trebuit să fie a lui Alberto Ascari, primul pilot al echipei, dar abandonul acestuia l-a făcut pe Enzo Ferrari să îl cheme la boxe pe Gonzalez cerându-i să îi încredințeze mașina lui Ascari, doar pentru a se lovi de refuzul acestuia din urmă de a mai concura în acea cursă.
Schimbarea regulamentului Formulei 1 înainte de sezonul 1952 a făcut ca Scuderia Ferrari să domine campionatul, beneficiind și de retragerea din campionat a celor de la Alfa Romeo. Dacă în 1950 Enzo Ferrari a acuzat federația că avantajează Alfa Romeo, în 1952 rolurile s-au inversat.

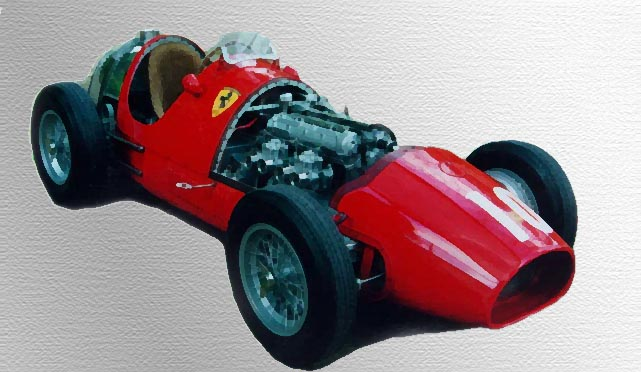
Ferrari 500, model folosit în 1952

Rămași fară rivali, cei de la Ferrari au dominat sezoanele 1952 și 1953, reușind primele două titluri mondiale în întrecerea piloților, ambele fiind semnate de Alberto Ascari. Pe atunci campionatul constructorilor nu se organiza. Tot în acei doi ani Alberto Ascari și Ferrari a reușit două recorduri care mai dăinuie și astăzi. Mai întâi Ferrari a câștigat 14 curse consecutive la care a participat, nouă dintre ele fiind ale lui Ascari.
În 1954 echipa a înregistrat un recul neputând face față lui Juan Manuel Fangio care în acel an a condus pentru Maserati și Mercedes Benz. Perioada mai puțin fastă a continuat și în 1955 când a fost al doilea sezon, după 1950 în care Ferrari nu a câștigat nici o cursă.
Falimentul echipei Lancia, la finele anului 1955, i-a făcut pe cei de la Ferrari să cumpere șasiurile acesteia și să le folosească în 1956. În 1955 Lancia a fost singura echipă din campionat care a reușit să pună unele probleme celor de la Mercedes Benz. Mai mult decât atât, retragerea Mercedes Benz l-a făcut pe Juan Manuel Fangio liber de contract, acesta fiind înregimentat la Ferrari, cu care a și câștigat de altfel campionatul în 1956.
Un al patrulea titlu mondial la piloți a fost adus de către Mike Hawthorn în 1958, la volanului unui Ferrari 246 Dino, denumit așa în memoria lui Dino Ferrari, fiul lui Enzo Ferrari decedat în 1956 de leucemie la doar 21 de ani, britanicul fiind primul dintre cei doi piloți din istoria Formulei 1 care devenit campioni mondiali l-a finele unui sezon în care nu au reușit să câștige decât o singura cursă. Titlul constructorilor, primul acordat vreodată, a fost însă pierdut în detrimentul echipei britanice Vanwall. O altă echipă britanică, de această dată Cooper, a dominat lupta cu Ferrari în 1959.
În anii '50 Scuderia Ferrari nu a participat doar în Formula 1. Piloții și inginerii de la Maranello erau an de an prezenți la toate întrecerile auto de seamă din acei ani, încluzând aici Cursa de 24 ore de la Le Mans și Mille Miglia. Acest fapt s-a petrecut pentru că Enzo Ferrari avea un principiu: toate automobilele pe care le construia trebuiau să participe la curse. Astfel, victoriei din 1949, prima reputată de Scuderia Ferrari la Le Mans când câștigator a fost declarat cuplul Luigi Chinetti - Peter Mitchell-Thomson care a pilotat un Ferrari 166MM, i s-a adăugat victoriile reușite de cuplurile José Froilán González - Maurice Trintignant în 1954 și Olivier Gendebien - Phil Hill în 1958.
Scuderia Ferrari a dominat Campionatul Mondial de Automobile Sport, înființat în 1953, acolo unde a câștigat cinci dintre titlurile puse în joc în perioada 1953 - 1958 inclusiv.
Succesul de la Mille Miglia a fost și mai pronunțat, Scuderia Ferrari câștigând opt din cele unsprezece curse la care a participat între 1948 și 1957. Cea din 1957 avea să fie și ultima pentru că autoritățile italiene au interzis cursa ca urmare a unui accident provocat de Ferrari-ul lui Alfonso de Portago în urma căruia au decedat doisprezece spectatori, incluzând șapte copii, Enzo Ferrari fiind acuzat de omucidere.
Succeselor reputate în 1948 și 1949 de la Targa Florio li s-au adăugat un altul în 1958.
În 1952 Scuderia Ferrari l-a trimis pe Alberto Ascari să participe la Indianapolis 500, cea mai celebră cursă americană. Pilotul italian a avut parte de o evoluție relativ bună, luând în considerare faptul că era totuși la prima sa participare, terminând la un tur distanță de lideri. Pentru câteva minute chiar a crezut că a câștigat cursa, pentru că a fost primul pilot căruia i s-a arătat steagul de finiș, însă mai apoi oficialii i-au luat "victoria".

### 1960-1969
După un nou sezon, 1960, în care nu a reușit să câștige nici un titlu mondial, Ferrari, s-a prezentat la startul sezonului 1961 cu o mașină nouă - Ferrari 156, revoluționară din mai multe puncte de vedere, care avea o parte frontală distinctivă, de unde și porecla mașinii - Nas de rechin. Cu această mașină, Ferrari a spulberat opoziția în acel sezon, Phil Hill reușind să câștige un nou titlu mondial, iar ajutorul acordat de către Wolfgang von Trips și Giancarlo Baghetti a fost hotărâtor în câștigarea primului titlul în campionatul constructorilor, un titlu la care Enzo Ferrari ținea foarte mult pentru că el era convins că mașinile sale și nu piloții câștigau curse.
Phil Hill și Wolfgang von Trips au mers cap la cap în 1961 până înainte cu cursa de la Monza, penultima a campionatului, când von Trips era lider cu 33 de puncte, față de 25 ale lui Hill. Înainte de cursa de la Monza cei doi piloți se înțeleseseră că acela care va câștiga în Italia să devină campion mondial, însă tragedia s-a produs în momentul în care von Trips a pierdut controlul volanului în virajul Parabolica, după o coliziune cu Lotus-ul lui Jim Clark, mașina lui luându-și pur și simplu zborul. În urma acelui accident și-au pierdut viața 13 spectactori și pilotul.
În 1961 s-a produs o premieră în Formula 1, Giancarlo Baghetti câștigând Marele Premiu al Franței, chiar cursa sa de debut în Formula 1. Această performanță nu a fost egalată până în prezent.

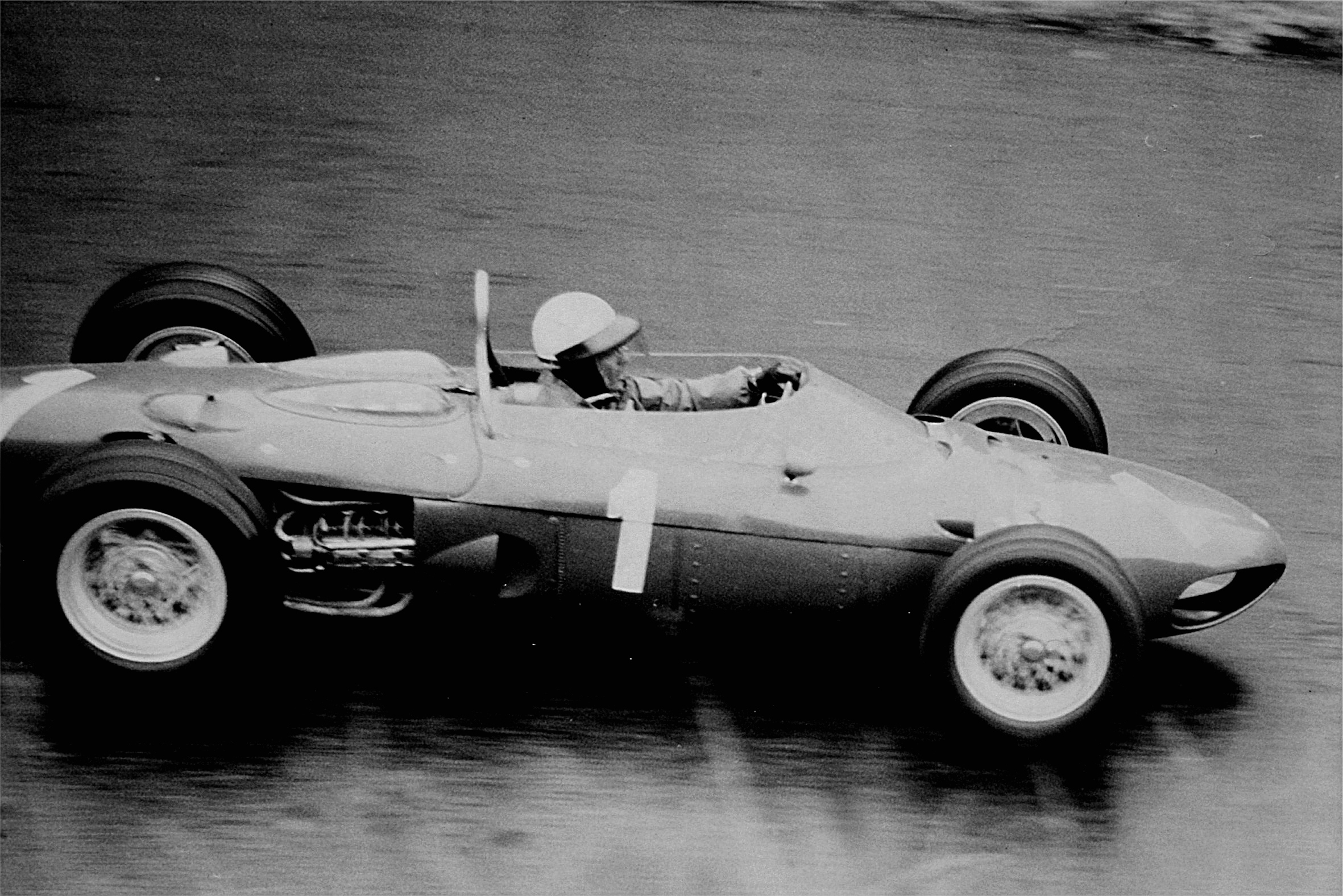
Ferrari 156 în 1962

Apariția a numeroase echipe britanice, care aveau pretenții din ce în ce mai mari, dar și politica dusă de Enzo Ferrari, una neînțeleasă de multă lume, a făcut ca echipa din Maranello să înregistreze un nou recul în 1962 și 1963 acesta datorându-se plecării de la echipă a mai multor ingineri, în frunte cu directorul tehnic Carlo Chiti, care nu a fost de acord cu unele decizii luate de Enzo Ferrari. Cei care au plecat au format o echipă nouă - ATS.
Ferrari a revenit pe prima poziție a campionatului în 1964 când a semnat o noua dublă, John Surtess câștigând în campionatul piloților, dar numai după ce Jim Clark, protagonistul acelui sezon, a avut parte de numeroase probleme tehnice, John Surtess nefiind nici măcar primul pilot al Scuderiei, acest avantaj fiind de partea lui Lorenzo Bandini, iar postura de prim pilot al echipei oferea multe avantaje chiar și în timpul curselor. Succesul s-a datorat în mare parte unui nou motor proiectat de inginerii de la Maranello.
Ultima parte a anilor '60 a fost mai puțin prolifică pentru Scuderia Ferrari, în ciuda numeroaselor mașini și configurații de motoare folosite. Bătălia purtată până atunci de la egal la egal cu echipele britanice fusese în cele din urmă pierdută, aceasta în mare parte și datorită firii deosebit de conservatoare a lui Enzo Ferrari, fire care înconjura și echipa de curse. Era însă și un secret la mijloc: lui Enzo Ferrari îi plăceau mai mult cursele de Sport Prototip, acolo unde materialul de concurs folosit se apropia mult mai mult de automobilele pe care le producea pentru a circula pe drumurile publice decât o făcea materialul de concurs folosit în Formula 1.
Situația avea să se schimbe însă în 1968 când Enzo Ferrari vinde 50% din acțiunile Ferrari concernului Fiat.
Aventura Scuderiei Ferrari la Le Mans a continuat și în anii '60 când a câștigat șase curse consecutive între 1960 și 1965, înainte ca Le Mans să devină o afacere Ford pentru câteva sezoane. Victoriilor de la Le Mans li s-a asociat și titlurile din Campionatul Mondial de Automobile Sport din 1960, 1961, 1962, 1963, 1964, 1965 și 1967.
În anii '60 au fost câștigate și trei curse la Targa Florio, în 1961, 1962 și 1965.

### 1970-1979
Deși inițial Fiat l-a lăsat pe Enzo Ferrari să își conducă în continuare cum dorește echipa de Formula 1, faptul că aceasta nu mai putea ridica nici un fel de pretenții la cucerirea titlurilor mondiale, i-a făcut pe noii acționari de la Torino să-l promoveze pe Luca di Montezemolo în postul de asistent personal a lui Enzo Ferrari în 1973, noul asistent intrând imediat în pâine prin cooptarea în echipă a lui Niki Lauda, văzut la vremea aceea drept unul dintre cele mai promițătoare talente din Formula 1.
Și di Montezemolo nu s-a înșelat cu Lauda, austriacul câștigând primele sale curse cu Ferrari în 1974, anunțându-se un real pretendent la titlul suprem în 1975. Succesul lui Lauda l-a promovat pe di Montezemolo în funcția de director sportiv la Scuderia Ferrari, un post care practic însemna conducerea efectivă a echipei.
O altă mișcare inteligentă a lui Luca di Montezemolo a fost faptul că a reușit sâ îl convingă pe Enzo Ferrari sâ îl promoveze din nou în funcția de director tehnic pe Mauro Forghieri, cel care construise mașina care adusese ultimele titluri mondiale câștigate de Ferrari la acea dată. Și din nou di Montezemolo a avut dreptate pentru că soluția abordată de Forghieri, una prin care a amplasat transversal cutia de viteze a mașinii, a adus echipei șapte titluri mondiale în perioada 1975 - 1979, un al optulea fiind oprit doar de atitudinea lui Niki Lauda.

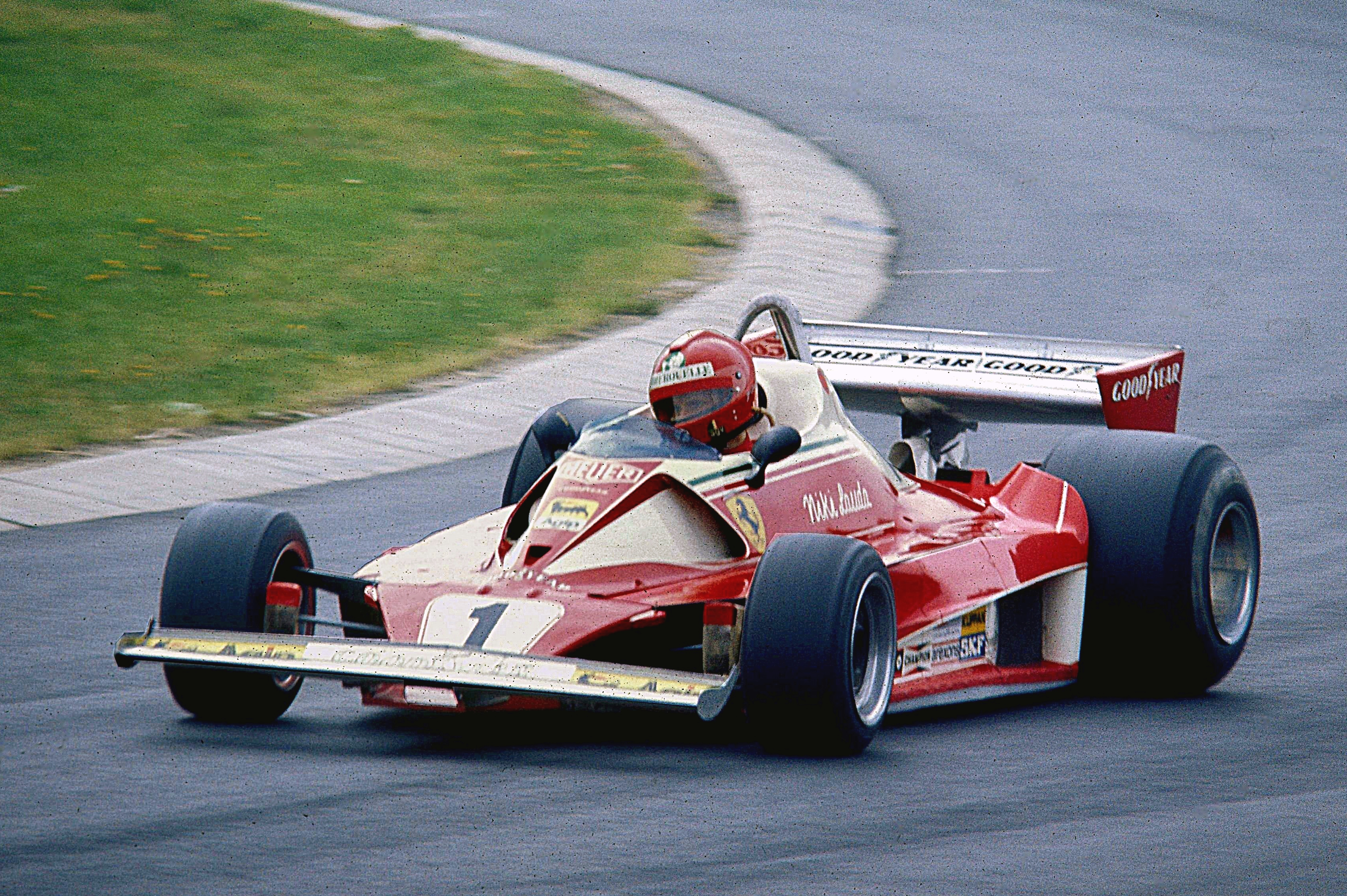
Niki Lauda în 1976 înainte de accidentul din Germania

După un început mai slab de sezon în 1975, Niki Lauda s-a dezlănțuit începând cu etapa a cincea, câștigând trei curse consecutive, sosind al doilea în a opta etapă a sezonului, înainte de a o câștiga pe a noua. În fine, a cincea sa victorie în 1975 a venit în ultima etapă a sezonului, când austriacul era deja campion mondial. Scuderia Ferrari a câștigat în 1975 șase curse Clay Regazzoni impunându-se și el odată, astfel că anul 1975 fusese cel mai bun an din 1964 încoace.
Dominarea lui Niki Lauda a continuat în 1976 când deja după câteva etape era clar că austriacul își va trece în cont un al doilea titlu mondial, dar în Marele Premiu al Germaniei s-a produs drama: Lauda a avut parte de un accident în al doilea tur al cursei, în urma căruia mașina sa a luat foc. Rănile suferite l-au făcut să stea departe de curse pentru o vreme, permițându-i lui James Hunt de la McLaren să refacă diferența de puncte. Când Lauda a revenit la curse, în Marele Premiu al Italiei, o lună și jumătate după accidentul din Germania, avea totuși în buzunar un avans considerabil, dar victoriile lui Hunt din Canada și SUA au neutralizat complet acel avantaj, ultima bătălie, decisivă pentru titlu, urmând să se dea în Japonia, acolo unde Lauda a refuzat să concureze, invocând condițiile meteo, permițându-i lui Hunt să câștige titlul piloților, Ferrari trebuind să se mulțumească doar cu titlul constructorilor.
Atitudinea lui Lauda nu a fost deloc gustată de Luca di Montezemolo, austriacul fiind dat afară de la Ferrari un an mai târziu, imediat după ce a adus, totuși, echipei sale două noi titluri mondiale. În acel an de la Ferrari a plecat și Luca di Montezemolo, acestuia preluând un alt rol în cadrul concernului Fiat.
În 1978 Ferrari a pierdut bătălia cu Lotus, echipa lui Colin Chapman având avantajul folosirii efectului de sol, dar italienii au revenit la putere în 1979 când Jody Scheckter a câștigat un nou titlu mondial pentru Ferrari, echipă care s-a impus și în campionatul constructorilor.
Scuderia Ferrari și-a continuat aventura în Campionatul Mondial de Automobile Sport și în anii '70, câștigând însă doar un singur titlu mondial, în 1972.
În 1972 Scuderia Ferrari a construit un circuit propriu la Fiorano, devenind astfel prima, și până în prezent singura echipă de Formula 1 cu un astfel de circuit. De fapt, la ora actuală Scuderia Ferrari are două circuite private, al doilea fiind cel de la Mugello, însă doar Fiorano este folosit exclusiv de către Ferrari.
1972 a însemnat și ultima victorie reputată de Scuderia Ferrari la Targa Florio. Cursă a încetat să se organizeze cinci ani mai târziu.

### 1980-1989
După un an foarte bun în 1979 când Ferrari a reușit dubla, în 1980 au avut parte de un sezon foarte prost, reușind abia opt puncte și un rușinos loc zece în campionatul constructorilor. Urmare a acestei clasări, la Ferrari este adus Dr Harvey Postlethwaite pe postul de designer, pentru a neutraliza avântul aerodinamic luat de echipele britanice.
Rezultatele muncii lui Dr Harvey Postlethwaite s-au văzut imediat și după două victorii în 1981, ambele semnate de Gilles Villeneuve, în 1982 Ferrari a câștigat un nou titlu mondial la constructori, doar un accident care l-a privat de prezența în ultimele patru curse ale sezonului făcându-l pe Didier Pironi să nu câștige titlul mondial al piloților.
De fapt 1982 a fost un an tragic pentru Ferrari - a fost anul în care Gilles Villeneuve a suferit un accident fatal în timpul calificărilor pentru Marele Premiu al Belgiei. Relația dintre Gilles Villeneuve și Enzo Ferrari era una deosebită, pentru că ultimul îl considera pe canadian ca pe fiul său. Decesul lui Villeneuve l-a făcut pe Enzo Ferrari, de-acum în vârstă de 84 ani, să se retragă în sinea lui, preferând să stea din ce în ce mai mult ferit de ochii opiniei publice.
Titlul mondial din 1982 a fost dublat de cel din 1983, tot la constructori, însă la Maranello începea un nou declin.
Chiar dacă la Ferrari a fost adus la începutul lui 1984 Michele Alboreto, primul pilot italian la Maranello după aproape un deceniu, Scuderia nu a putut face față echipelor McLaren și Williams, ajungând să joace un rol secundar, câștigând totuși câteva curse, drept urmare Dr Harvey Postlethwaite este concediat, locul său fiind luat de către John Barnard, cel care ajutase McLaren să devină o echipă de top în Formula 1. Alegerea nu a fost însă extrem de inspirată pentru că Barnard a cedat insistențelor soției care nu dorea să locuiască în Italia, preferând astfel să lucreze cu Scuderia Ferrari din Marea Britanie, relația având din start probleme de comunicare.
Pe data de 14 august 1988, Enzo Ferrari deceda la vârsta de 90 ani, lăsând în urmă cea mai respectată echipă de Formula 1 din toate timpurile.
Urmare a decesului său, Fiat își urca cota de acțiuni de la 50% la 90%, restul de 10% fiind moștenite de Piero Lardi Ferrari, fiul nelegitim a lui Enzo Ferrari. Pierdo și-a asumat conducerea Scuderiei imediat după moartea tatălui său, conducându-și piloții, pe Gerhard Berger și Michele Alboreto, spre o dublă la Monza la doar câteva zile după decesul lui Enzo.
Piero Lardi Ferrari a încercat să copieze stilul managerial a lui Luca di Montezemolo și să semenze doi piloți de top. Dacă primul a fost semnat imediat, fiind vorba despre britanicul Nigel Mansell, în cazul celui de-al doilea Piero Lardi Ferrari s-a oprit asupra francezului Alain Prost, contractul fiind semnat în 1989 când Prost era încă pilot la McLaren, urmând să înceapă în 1990.

### 1990-1999

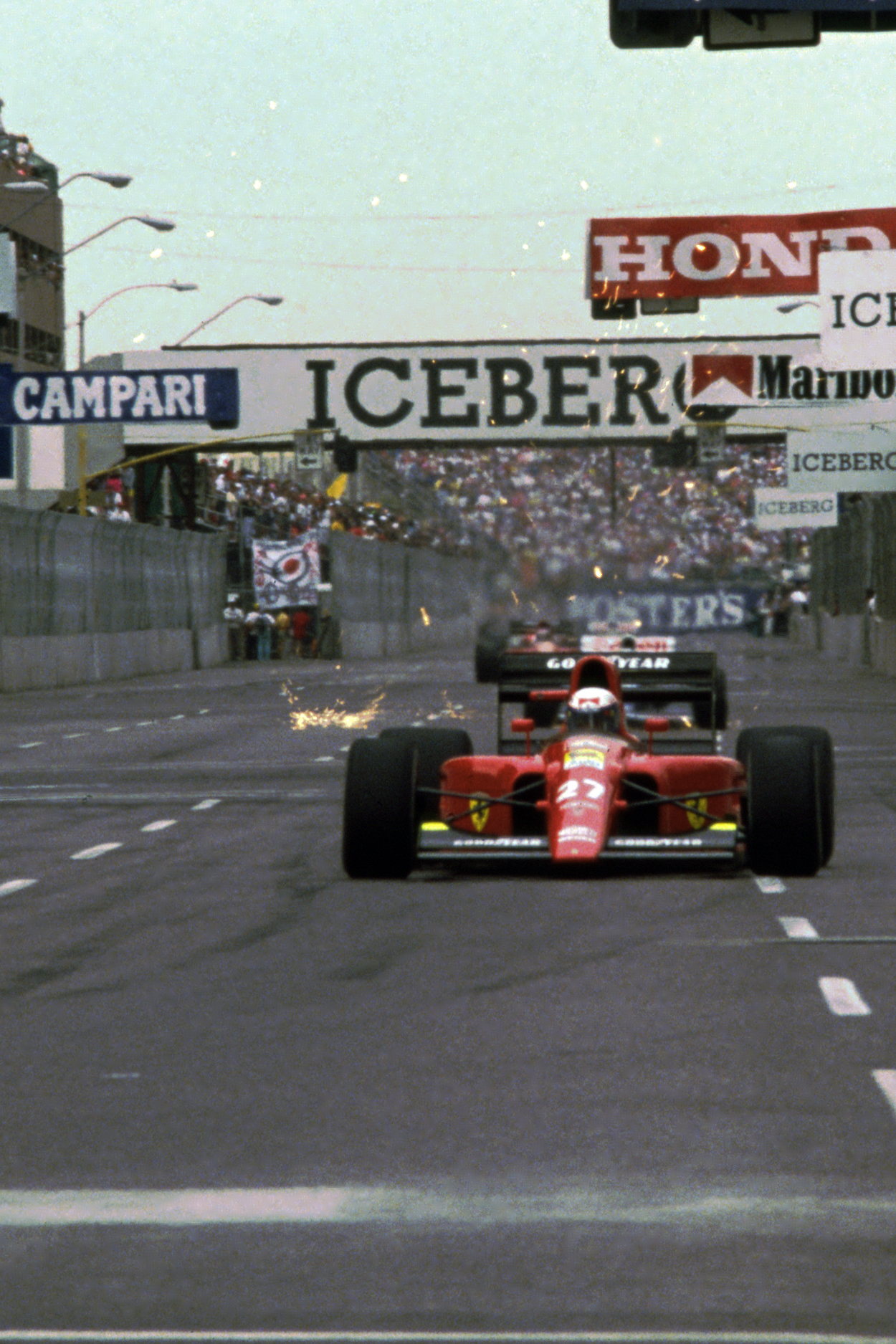
Alain Prost în 1991 în Marele Premiu al SUA

Tripla Alain Prost - Nigel Mansell - John Barnard a readus Scuderia Ferrari în top în 1990 când s-a bătut din nou pentru titlurile mondiale puse în joc în acel an. Alain Prost a câștigat cinci curse, una dintre ele, în Marele Premiu al Franței, fiind victoria cu numărul 100 pentru Scuderia Ferrari în Formula 1, iar Nigel Mansell una, Ferrari fiind astfel în cărți pentru ambele titluri mondiale până înainte de ultima cursă. În final ambele au fost însă pierdute în fața celor de la McLaren.
Evoluția din 1990 a fost însă doar meteorică, iar după ea a început cea mai neagră perioadă din istoria echipei în Formula 1, în perioada septembrie 1990 - iulie 1994 nefiind câștigată nici o cursă.
Nefiind convinși de capacitățile manageriale ale lui Piero Lardi Ferrari, directorii de la Fiat au instalat un trimviat la conducerea echipei, numindu-i și pe Marco Piccinini și Claudio Lombardi la conducere, însă acest lucru nu a făcut decât să nasca certuri interminabile între cei trei. Mai întâi la finele lui 1990 a plecat Nigel Mansell, apoi după numai un an, cu o cursă înainte de finalul sezonului, Alain Prost este concediat de Lombardi pentru că francezul și-a permis să asemuiască mașina cu un tractor. Mai apoi au plecat și Piero Lardi Ferrari și Marco Piccinini, Claudio Lombardi rămânând singur.
Cum problemele erau din ce în ce mai mari, Fiat decide numirea lui Luca di Montezemolo pe postul de președinte al Ferrari, marchizul urmând să se ocupe direct și de echipa de Formula 1, acolo unde Claudio Lombardi este numit mai întâi director tehnic, iar mai apoi șef al departamentului de motoare, postul de director tehnic fiind încredințat lui John Barnard, cel care până atunci fusese consultant. Revenirea lui di Montezemolo la Ferrari a fost primul pas spre o curățenie generală în urma căreia au căzut multe capete.
Mai întâi di Montezemolo a căutat un nou director sportiv care să îndeplinească rolul pe care l-a avut el la Scuderia Ferrari în anii '70 și, după o discuție cu Bernie Ecclestone, s-a oprit asupra lui Jean Todt, un fost navigator de raliuri, atunci director sportiv la Peugeot Sport. Todt a fost numit în această funcție în 1993, începându-și activitatea pe data de 1 iulie.
Numirea lui Jean Todt ca director sportiv la Scuderia Ferrari a însemnat plecarea lui Claudio Lombardi, locul acestuia fiind luat de Paolo Martinelli. Pentru o perioadă John Barnard a rămas în funcție, așa cum au rămas pe loc și cei doi piloți ai Scuderiei - Jean Alesi și Gerhard Berger.
Cu Todt la conducere Scuderia Ferrari a revenit rapid în lupta pentru podium, iar Gerhard Berger a câștigat Marele Premiu al Germaniei din 1994, urmat fiind de Jean Alesi care a câștigat Marele Premiu al Canadei un an mai târziu. Totuși nici Berger și nici Alesi nu erau piloți capabili să aduca titlul mondial înapoi la Maranello, astfel că în toamna lui 1995 a fost semnat Michael Schumacher, campionul mondial din Formula 1 în 1994 și 1995, germanul urmând a fi secondat de către Eddie Irvine. Seria înlocuirilor a continuat cu John Barnard, în locul său fiind adus Ross Brawn, cel care lucrase deja cu Michael Schumacher la Benetton, un alt fost colaborator de-a lui Schumacher, Rory Byrne, fiind numit designer șef.
După un an de tranziție în 1996, Scuderia Ferrari a revenit în lupta pentru titlurile mondiale în 1997 când însă le-a pierdut pe ambele în ultima etapă. Scenariul s-a repetat și în 1998, astfel că tensiunea ce se instalase la Maranello în prima parte a anilor '90 revenise. Cu calm și multă muncă, Ferrari a câștigat la finele sezonului 1999 primul titlu mondial după șaisprezece ani de secetă. În acel an Eddie Irvine s-a clasat pe locul secund în întrecerea piloților.

### 2000-2009
Cucerirea titlului mondial în întrecerea constructorilor în 1999 a dus la dispariția totală a tensiunii, pentru prima dată după mai bine de un deceniu angajații de la Scuderia Ferrari putând să lucreze în liniște, iar acest avantaj s-a văzut imediat pentru că în perioadă 2000 - 2004 s-au câștigat zece titluri mondiale din tot atâtea posibile, doborându-se record după record. Practic doar McLaren în 2000 și 2003 a fost singura echipă care a mai pus ceva probleme.
Michael Schumacher a avut parte de un debut de senzație în 2000, câștigând primele trei curse ale sezonului și instalându-se în fruntea clasamentului. Ulterior însă Mika Häkkinen și McLaren au reușit să revină și beneficiind de cele trei abandonuri consecutive ale lui Schumacher din luna iulie au redus semnificativ distanța din campionat, preluând chiar conducerea după Marele Premiu al Belgiei. Sezonul s-a terminat pentru Michael Schumacher exact așa cum începuse, adică cu victorii la rând, de această dată fiind vorba de patru, iar după cursa din Japonia, Michael Schumacher devenea campion mondial al piloților, primul titlu reușit de Scuderia Ferrari în acest campionat după o pauză de 21 de ani.
Un nou titlu mondial a urmat în 2001, de această dată McLaren fiind doar un adversar distant al celor de la Ferrari, iar în 2002 a urmat o veritabilă demonstrație de forță a echipei care a câștigat 15 din cele 17 etape ale sezonului, Michael Schumacher reușind 11 victorii, record de victorii într-un singur sezon, iar Rubens Barrichello alte patru. Monopostul Ferrari F2002 folosit de Scuderia Ferrari în acel an este considerat de mulți drept cea mai bună mașină de Formula 1 din toate timpurile.

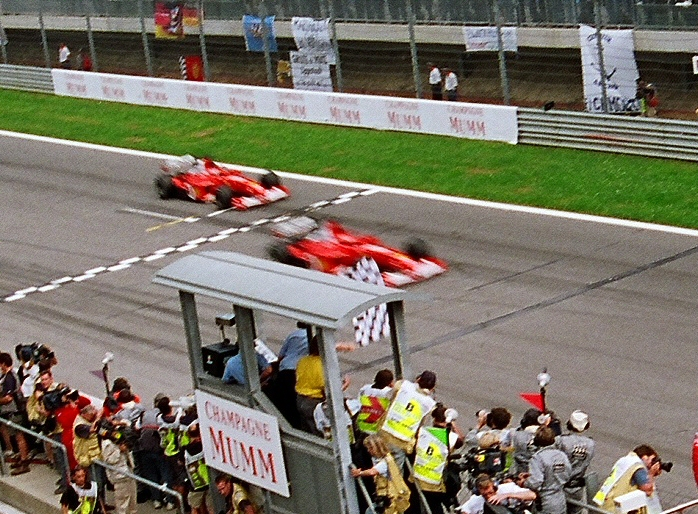
Rubens Barrichello (stânga) și Michael Schumacher (dreapta) în Marele Premiu al Austriei din 2002.

Sezonul 2003 a debutat mai slab pentru Ferrari, nici o victorie nefiind reușită în primele trei curse, dar odată introdusă noua mașină - Ferrari F2003 GA, nimeni nu mai mai putut sta în calea lor. Totuși, schimbarea sistemului de punctare a arătat pe hârtie un sezon deosebit de disputat, pentru că de-acum victoria aducea doar două puncte mai mult decât locul secund, față de patru până în 2002, acest lucru făcând ca situația titlului mondial al piloților să se decidă abia în ultima etapă a sezonului când Michael Schumacher a câștigat al patrulea titlu mondial consecutiv.
2004 a fost în mare o repetare a sezonului 2002: Ferrari a câștigat din nou 15 curse (13 prin Michael Schumacher și două prin Rubens Barrichello), spulberând pur și simplu competiția.
FIA a decis să schimbe semnificativ regulamentul, interzicând în primul rând schimbul de pneuri în timpul curselor, ceea ce a lovit din plin în Scuderia Ferrari care folosea pneuri Bridgestone pe când rivalii foloseau Michelin, considerate mai bune pe toată durata cursei. În aceste condiții Ferrari nu a contat în lupta pentru titlul suprem, reușind o singură victorie în întreg sezonul.
Situația s-a schimbat dramatic în 2006 când reintroducerea schimbului de pneuri a readus Ferrari în lupta pentru titlul mondial. După o primă parte a sezonului mai slabă, Michael Schumacher a avut parte de câteva curse foarte bune în perioada de vară reușind să-l egaleze pe Fernando Alonso în campionatul piloților, dar problemele de motor avute în Japonia l-au privat de titlul mondial, Ferrari terminând pe locul secund și la constructori.
Sezonul din 2007 va intra în istoria Formulei 1 drept unul dintre cele mai intense sezoane. Două echipe legendare, Ferrari și McLaren împreună cu piloții lor, Felipe Massa și noua achiziție, Kimi Räikkönen contra Fernando Alonso și debutantului  Lewis Hamilton, au luptat pentru titlul mondial până la la ultima cursă. În sezonul în care Bridgestone a devenit din nou singurul furnizor de pneuri, Scuderia a acumulat 9 victorii (6 cu Räikkönen, 3 cu Massa) și 9 pole position, reușind să câștige campionatul la constructori cu 204 puncte și campionatul la piloți, Kimi Räikkönen câștigând ultima cursa a sezonului în Brazilia în fața celor de la McLaren.
La sfârșitul unui sezon la fel de intens ca precedentul, Ferrari a câștigat cel de-al 16-lea titlu la constructori cu 8 victorii (6 cu Massa, 2 cu Räikkönen) și 8 pole position. În ceea ce privește titlul la piloți, ultima cursă din Brazilia a fost o zi tristă pentru Scuderia: Felipe Massa care a câștigat cursa, a fost campion mondial pentru mai puțin de 40 de secunde, până când Lewis Hamilton a trecut linia de sosire. La ultimul viraj, pilotul britanic a trecut pe poziția a cincea, acumulând cele 4 puncte necesare pentru a câstiga titlul, cu un punct mai mult decât Massa.
Sezonul din 2009 a fost unul dezamăgitor pentru Ferrari, reușind doar un loc 4 în campionat (70 de puncte), cel mai bun pilot fiind Kimi Räikkönen, terminând pe locul 6 cu 48 de puncte.

### 2010-2019

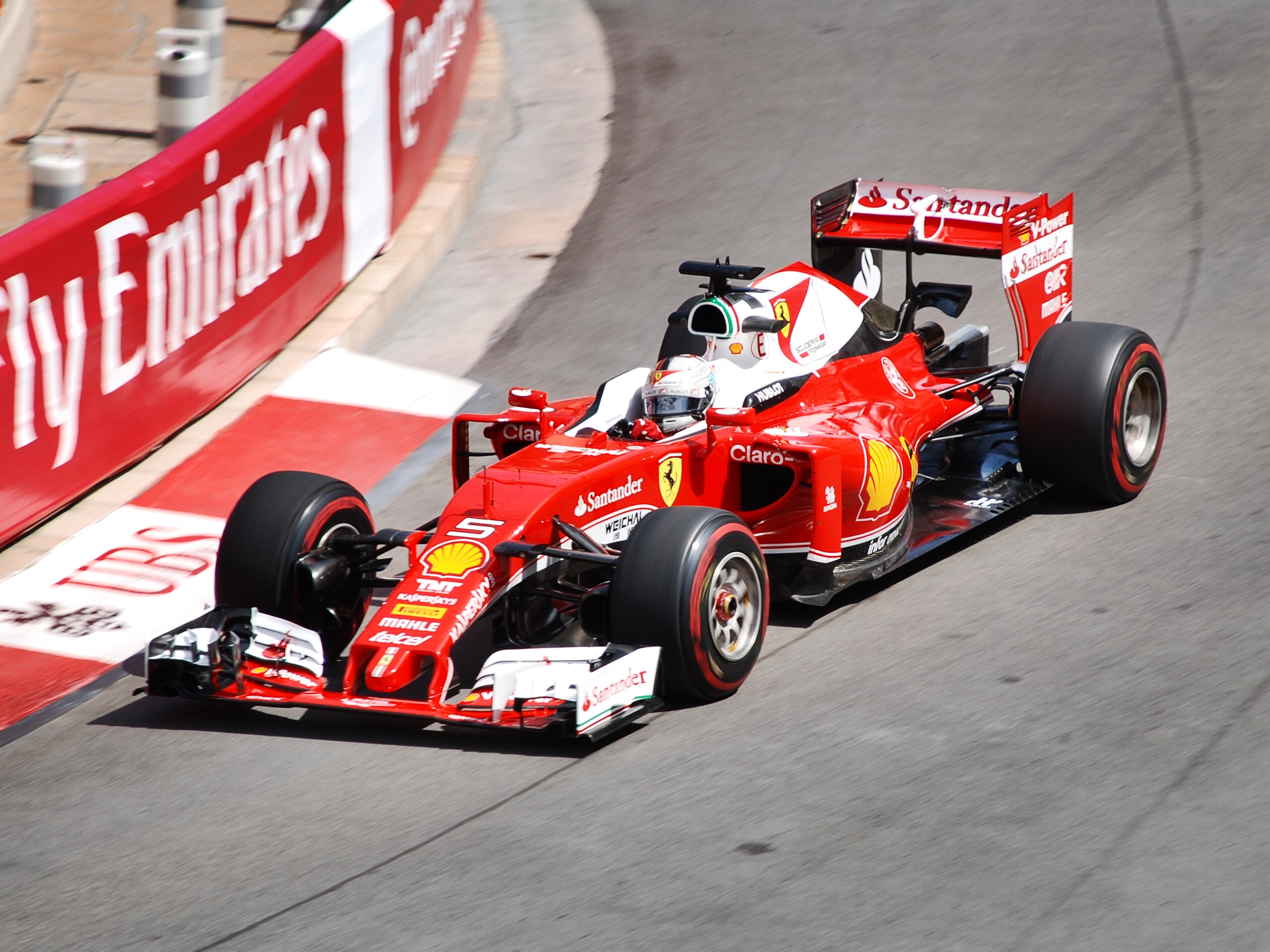
Sebastian Vettel în 2015.

Sezoanele 2010-2013 au fost cu urcușuri și coborâșuri pentru echipă, în 2010 Alonso fiind la 4 puncte în spatele campionului mondial, Sebastian Vettel. În 2011 dezamăgirea s-a instalat din nou în echipă, Scuderia terminând pe 3 în campionat, însă la o diferență mare de primul loc, urmând ca în 2012 să fie din nou o luptă strânsă între Ferrari și Red Bull, cu austriecii ieșind învingători, avându-l pe Sebastian Vettel câștigând un nou titlu în fața lui Alonso, la doar 3 puncte diferență. Odată cu introducerea noilor motoarea V6 începând cu sezonul din 2014, Felipe Massa a părăsit echipa, făcând loc pentru revenirea lui Kimi Räikkönen. Sezonul a fost unul dezastruos însă, Ferrari terminând pe locul 4, la 485 de puncte în spatele celor de la Mercedes.
Începând cu 2015, Sebastian Vettel a părăsit Red Bull pentru a intra la Ferrari în locul lui Fernando Alonso care a plecat la McLaren. Vettel și Räikkönen vor fi coechipieri până în 2018, finlandezul părăsind echipa pentru Alfa Romeo Racing, unde va concura începând cu 2019 și de unde se va și retrage în 2021. În acești 4 ani, echipa a avut o evoluție mediocră, nereușind să facă față celor de la Mercedes, terminând în fiecare an pe locul 2, cu excepția sezonului din 2016, când a terminat pe locul 3. În 2019 parcursul a continuat în aceeași notă, Vettel și noul pilot Charles Leclerc terminând din nou pe locul 2.

### 2020-prezent
Sebastian Vettel și Charles Leclerc au fost reținuți pentru Sezonul de Formula 1 din 2020, Leclerc a fost contractat să conducă pentru echipă până în 2024, în timp ce contractul lui Vettel expiră la sfârșitul anului. Pe 18 august 2020, Scuderia a semnat noul Acord Concorde pentru a concura în Campionatul Mondial de Formula 1 din 2021 până în 2025, coincizând cu noile modificări ale regulii, exprimându-și în același timp sinonimia și angajamentul cu acest sport. Marele Premiu al Toscanei din 2020 a marcat cel de-al 1000-lea start într-o cursă pentru Ferrari drept constructor. Ferrari a terminat sezonul pe locul 6 în Campionatul Constructorilor, cea mai proastă clasare din 1980.
În 2021, Ferrari l-a semnat pe Carlos Sainz Jr. de la McLaren în locul lui Vettel care a părăsit echipa după 6 ani petrecuți cu echipa din Maranello. Ferrari a avut un parcurs mai bun față de 2020, terminând pe locul 3 după o luptă destul de strânsă cu McLaren, care a terminat pe locul 4. Ferrari a fost singura echipă care a punctat în toate cursele sezonului 2021. 
În 2022, odată cu modificările de regulament aduse de FIA, Ferrari a început o campanie foarte promițătoare, obținând 2 victorii în primele 3 curse ale sezonului. Totuși, fiabilitatea proastă a motorului și strategiile de cursă îndoielnice nu i-a permis echipei din Maranello să poarte o bătălie strânsă pentru titlu împotriva Red Bull. Echipa a mai câștigat 2 curse în restul sezonului, terminând pe locul 2 în clasamentul constructorilor, la distanță mare față de prima poziție. După încheierea sezonului, directorul principal al echipei, Mattia Binotto, și-a anunțat demisia după 4 ani în această funcție. Binotto a părăsit compania după aproape 30 de ani.

## Palmares în Formula 1
| Sezon | Piloți (curse) | Șasiu                   | Motor                  | Puncte | Loc |
| ----- | --- | ----------------------- | ---------------------- | ------ | --- |
| 2024  | Carlos Sainz Jr. (24 de curse) Charles Leclerc (24 de curse) | SF-24                   | 066/12                 | 652    | 2   |
| 2023  | Carlos Sainz Jr. (22 de curse) Charles Leclerc (22 de curse) | SF-23                   | 066/10                 | 406    | 3   |
| 2022  | Carlos Sainz Jr. (22 de curse) Charles Leclerc (22 de curse) | SF75                    | 066/7 „Superfast”      | 554    | 2   |
| 2021  | Carlos Sainz Jr. (22 de curse) Charles Leclerc (22 de curse) | SF21                    | 065/6                  | 323,5  | 3   |
| 2020  | Sebastian Vettel (17 curse) Charles Leclerc (17 curse) | SF1000                  | 065                    | 131    | 6   |
| 2019  | Sebastian Vettel (21 de curse) Charles Leclerc (21 de curse) | SF90                    | 064                    | 504    | 2   |
| 2018  | Sebastian Vettel (21 de curse) Kimi Räikkönen (21 de curse) | SF71H                   | 062 EVO                | 571    | 2   |
| 2017  | Sebastian Vettel (20 de curse) Kimi Räikkönen (20 de curse) | SF70H                   | 062                    | 522    | 2   |
| 2016  | Sebastian Vettel (21 de curse) Kimi Räikkönen (21 de curse) | SF16-H                  | 061                    | 398    | 3   |
| 2015  | Sebastian Vettel (19 curse) Kimi Räikkönen (19 curse) | SF15-T                  | 059/4                  | 428    | 2   |
| 2014  | Fernando Alonso (19 curse) Kimi Räikkönen (19 curse) | F14 T                   | 059/3                  | 216    | 3   |
| 2013  | Fernando Alonso (19 curse) Felipe Massa (19 curse) | F138                    | Type 056               | 354    | 3   |
| 2012  | Fernando Alonso (20 de curse) Felipe Massa (20 de curse) | F2012                   | Type 056               | 400    | 2   |
| 2011  | Fernando Alonso (19 curse) Felipe Massa (19 curse) | F150                    | 056                    | 375    | 3   |
| 2010  | Fernando Alonso (19 curse) Felipe Massa (19 curse) | F10                     | Tipo 056               | 396    | 3   |
| 2009  | Kimi Räikkönen (17 curse) Felipe Massa (10 curse) Giancarlo Fisichella (5 curse) Luca Badoer (2 curse) | F60                     | Tipo 056               | 70     | 4   |
| 2008  | Kimi Räikkönen (18 curse) Felipe Massa (18 curse) | F2008                   | Tipo 056               | 172    | 1   |
| 2007  | Kimi Räikkönen (17 curse) Felipe Massa (17 curse) | F2007                   | Tipo 056               | 204    | 1   |
| 2006  | Michael Schumacher (18 curse) Felipe Massa (18 curse) | 248                     | Tipo 055 Tipo 056      | 201    | 2   |
| 2005  | Michael Schumacher (19 curse) Rubens Barrichello (19 curse) | F2004M F2005            | Tipo 054               | 100    | 3   |
| 2004  | Michael Schumacher (18 curse) Rubens Barrichello (18 curse) | F2003 GA F2004          | Tipo 053               | 262    | 1   |
| 2003  | Michael Schumacher (16 curse) Rubens Barrichello (16 curse) | F2002 F2003 GA          | Tipo 052               | 158    | 1   |
| 2002  | Michael Schumacher (17 curse) Rubens Barrichello (17 curse) | F2001B F2002            | Tipo 050 Tipo 051      | 221    | 1   |
| 2001  | Michael Schumacher (17 curse) Rubens Barrichello (17 curse) | F2001                   | Tipo 050               | 179    | 1   |
| 2000  | Michael Schumacher (17 curse) Rubens Barrichello (17 curse) | F1-2000                 | Tipo 049               | 170    | 1   |
| 1999  | Eddie Irvine (16 curse) Michael Schumacher (10 curse) Mika Salo (6 curse) | F399                    | Tipo 048               | 128    | 1   |
| 1998  | Michael Schumacher (16 curse) Eddie Irvine (16 curse) | F300                    | Tipo 047               | 133    | 2   |
| 1997  | Michael Schumacher (17 curse) Eddie Irvine (17 curse) | F310B                   | Tipo 046/1B Tipo 046/2 | 102    | 2   |
| 1996  | Michael Schumacher (16 curse) Eddie Irvine (16 curse) | F310                    | Tipo 046               | 70     | 2   |
| 1995  | Jean Alesi (17 curse) Gerhard Berger (17 curse) | F412T2                  | Tipo 044/1             | 73     | 3   |
| 1994  | Gerhard Berger (16 curse) Jean Alesi (14 curse) Nicola Larini (2 curse) | F412T1                  | F4A/94                 | 71     | 3   |
| 1993  | Gerhard Berger (16 curse) Jean Alesi (16 curse) | F93A                    | E2A/93                 | 28     | 4   |
| 1992  | Jean Alesi (16 curse) Ivan Capelli (14 curse) Nicola Larini (2 curse) | F92A                    | E1A/92                 | 21     | 4   |
| 1991  | Jean Alesi (16 curse) Alain Prost (15 curse) Gianni Morbidelli (1 cursă) | 643                     | 3.5 V12                | 55,5   | 3   |
| 1990  | Alain Prost (16 curse) Nigel Mansell (16 curse) | F1/90 F1/90 2           | Tipo 036               | 110    | 2   |
| 1989  | Gerhard Berger (16 curse) Nigel Mansell (16 curse) | 640                     | Tipo 035               | 59     | 3   |
| 1988  | Gerhard Berger (16 curse) Michele Alboreto (16 curse) | F1/87-88C               | Tipo 033E              | 65     | 2   |
| 1987  | Gerhard Berger (16 curse) Michele Alboreto (16 curse) | F1/87                   | Tipo 033D              | 53     | 4   |
| 1986  | Michele Alboreto (16 curse) Stefan Johansson (16 curse) | F1/86                   | Tipo 032               | 37     | 4   |
| 1985  | Michele Alboreto (16 curse) Stefan Johansson (15 curse) René Arnoux (1 cursă) | 156/85                  | Tipo 031               | 81     | 2   |
| 1984  | Michele Alboreto (16 curse) René Arnoux (16 curse) | 126C4                   | Tipo 031               | 57,5   | 2   |
| 1983  | René Arnoux (15 curse) Patrick Tambay (15 curse) | 126C2B                  | Tipo 021               | 89     | 1   |
| 1982  | Didier Pironi (10 curse) Patrick Tambay (6 curse) Gilles Villeneuve (4 curse) Mario Andretti (2 curse) | 126C2B                  | Tipo 021               | 74     | 1   |
| 1981  | Didier Pironi (15 curse) Gilles Villeneuve (15 curse) | 126CK                   | Tipo 021               | 34     | 5   |
| 1980  | Gilles Villeneuve (14 curse) Jody Scheckter (14 curse) | 312T5                   | Tipo 015               | 8      | 10  |
| 1979  | Jody Scheckter (15 curse) Gilles Villeneuve (15 curse) | 312T3                   | Tipo 015               | 113    | 1   |
| 1978  | Carlos Reutemann (15 curse) Gilles Villeneuve (15 curse) | 312T2                   | Tipo 015               | 65     | 2   |
| 1977  | Niki Lauda (14 curse) Carlos Reutemann (17 curse) Gilles Villeneuve (2 curse) | 312T2                   | Tipo 015               | 112    | 1   |
| 1976  | Clay Regazzoni (15 curse) Niki Lauda (13 curse) Carlos Reutemann (1 cursă) | 312T2                   | Tipo 015               | 99     | 1   |
| 1975  | Niki Lauda (15 curse) Clay Regazzoni (15 curse) | 312T                    | Tipo 015               | 89,5   | 1   |
| 1974  | Niki Lauda (15 curse) Clay Regazzoni (15 curse) | 312B3                   | Tipo 001/12            | 90     | 2   |
| 1973  | Jacky Ickx (13 curse) Arturo Merzario (9 curse) | 312B2                   | Tipo 001/11            | 14     | 7   |
| 1972  | Jacky Ickx (12 curse) Clay Regazzoni (10 curse) Mario Andretti (5 curse) Arturo Merzario (2 curse) Nanni Galli (1 cursă) | 312B2                   | Tipo 001/1             | 47     | 4   |
| 1971  | Jacky Ickx (11 curse) Clay Regazzoni (11 curse) Mario Andretti (5 curse) | 312B2                   | Tipo 001/1             | 44     | 3   |
| 1970  | Jacky Ickx (13 curse) Clay Regazzoni (8 curse) Ignazio Giunti (4 curse) | 312B                    | Tipo 001               | 73     | 2   |
| 1969  | Chris Amon (6 curse) Pedro Rodriguez (5 curse) | 312 F1                  | Tipo 255C              | 6      | 7   |
| 1968  | Chris Amon (11 curse) Jacky Ickx (9 curse) Derek Bell (2 curse) Andrea de Adamich (1 cursă) | 312                     | Tipo 242C              | 37     | 4   |
| 1967  | Chris Amon (10 curse) Ludovico Scarfiotti (2 curse) Mike Parkes (2 curse) Lorenzo Bandini (1 cursă) Jonathan Williams (1 cursă) | 312                     | Tipo 242               | 23     | 5   |
| 1966  | Lorenzo Bandini (7 curse) Mike Parkes (4 curse) Ludovico Scarfiotti (2 curse) John Surtess (2 curse) Giancarlo Baghetti (1 cursă) | 312                     | Tipo 218               | 41     | 2   |
| 1965  | Lorenzo Bandini (10 curse) John Surtess (8 curse) Pedro Rodriguez (2 curse) Nino Vaccarella (1 cursă) Bob Bondurant (1 cursă) | 158/2                   | B12                    | 31     | 4   |
| 1964  | John Surtess (10 curse) Lorenzo Bandini (10 curse) Pedro Rodriguez (1 cursă) Ludovico Scarfiotti (1 cursă) | 158                     | Tipo 205B              | 60     | 1   |
| 1963  | John Surtess (10 curse) Lorenzo Bandini (4 curse) Willy Mairesse (3 curse) Ludovico Scarfiotti (1 cursă) | 156                     | Tipo 178               | 27     | 4   |
| 1962  | Phil Hill (6 curse) Giancarlo Baghetti (4 curse) Ricardo Rodriguez (4 curse) Lorenzo Bandini (3 curse) Willy Mairesse (3 curse) | 156                     | Tipo 178               | 30     | 5   |
| 1961  | Phil Hill (7 curse) Wolfgang von Trips (7 curse) Richie Ginther (7 curse) Ricardo Rodriguez (1 cursă) Olivier Gendebien (1 cursă) Willy Mairesse (1 cursă) Pilot privat Giancarlo Baghetti (3 curse) | 156                     | Tipo 178               | 87     | 1   |
| 1960  | Phil Hill (8 curse) Wolfgang von Trips (8 curse) Richie Ginther (3 curse) Willy Mairesse (3 curse) Cliff Allison (1 cursă) José Froilán González (1 cursă) | Dino 246                | Tipo 171               | 42     | 3   |
| 1959  | Tony Brooks (7 curse) Phil Hill (7 curse) Cliff Allison (5 curse) Dan Gurney (4 curse) Jean Behra (3 curse) Olivier Gendebien (2 curse) Wolfgang von Trips (1 cursă) | Dino 246                | Tipo 143               | 61     | 2   |
| 1958  | Mike Hawthorn (10 curse) Peter Collins (7 curse) Wolfgang von Trips (6 curse) Luigi Musso (5 curse) Phil Hill (3 curse) Olivier Gendebien (3 curse) | Dino 246                | Tipo 143               | 75     | 2   |
| 1957  | Luigi Musso (6 curse) Peter Collins (6 curse) Mike Hawthorn (6 curse) Maurice Trintignant (3 curse) Wolfgang von Trips (3 curse) Eugenio Castellotti (1 cursă) José Froilán González (1 cursă) Alfonso de Portago (1 cursă) Alessandro de Tomaso (1 cursă) | 801                     | 2.5 V8                 | -      | -   |
| 1956  | Juan Manuel Fangio (7 curse) Eugenio Castellotti (7 curse) Peter Collins (7 curse) Luigi Musso (4 curse) Alfonso de Portago (4 curse) Olivier Gendebien (2 curse) Paul Frère (1 cursă) André Pilette (1 cursă) Giorgio Scarlatti (1 cursă) | Lancia D50              | 2.5 V8                 | -      | -   |
| 1955  | Maurice Trintignant (6 curse) Giuseppe Farina (4 curse) Eugenio Castellotti (3 curse) Mike Hawthorn (3 curse) Umberto Maglioli (2 curse) Paul Frère (1 cursă) Harry Schell (1 cursă) José Froilán González (1 cursă) Piero Taruffi (1 cursă) Luigi Villoresi (1 cursă) Pilot privat Johnny Claes (1 cursă) | 555 625                 | Tipo 106 Tipo 107      | -      | -   |
| 1954  | Mike Hawthorn (8 curse) Maurice Trintignant (8 curse) José Froilán González (7 curse) Robert Manzon (5 curse) Umberto Maglioli (3 curse) Giuseppe Farina (2 curse) Alberto Ascari (1 cursă) Piero Taruffi (1 cursă) Piloți Privați Louis Rosier (4 curse) Jacques Swaters (3 curse) Reg Parnell (1 cursă) | 625 553 554 500         | Tipo 106 Tipo 107      | -      | -   |
| 1953  | Alberto Ascari (9 curse) Luigi Villoresi (9 curse) Giuseppe Farina (8 curse) Mike Hawthorn (8 curse) Piero Carini (1 cursă) Umberto Maglioli (1 cursă) Piloți Privați Louis Rosier (7 curse) Jacques Swaters (2 curse) Kurt Adolff (1 cursă) Peter Hirt (1 cursă) Max de Terra (1 cursă) Charles de Tornaco (1 cursă) | 500 166C 553            | Tipo 106               | -      | -   |
| 1952  | Alberto Ascari (7 curse) Giuseppe Farina (8 curse) Piero Taruffi (6 curse) Andre Simon (2 curse) Luigi Villoresi (2 curse) Piloți Privați Rudolf Fischer (6 curse) Louis Rosier (4 curse) Charles de Tornaco (3 curse) Peter Hirt (3 curse) Piero Carini (2 curse) Gianfranco Comotti (1 cursă) Roger Laurent (1 cursă) Roy Salvadori (1 cursă) Rudolf Schoeller (1 cursă) Hans Stuck (1 cursă) Peter Whitehead (1 cursă) | 375 500 166F2 212 125F2 | Tipo 106               | -      | -   |
| 1951  | Alberto Ascari (8 curse) Luigi Villoresi (7 curse) José Froilán González (6 curse) Piero Taruffi (5 curse) Piloți Privați Peter Whitehead (4 curse) Rudolf Fischer (3 curse) Chico Landi (1 cursă) Reg Parnell (1 cursă) Hans Stuck (1 cursă) | 375 212                 | 4.5 V12                | -      | -   |
| 1950  | Alberto Ascari (5 curse) Luigi Villoresi (4 curse) Raymond Sommer (2 curse) Dorino Serafini (1 cursă) Piloți Privați Peter Whitehead (2 curse) Clemente Biondetti (1 cursă) | 125 275 375 166T 166F2  | 1.5 V12C 4.5 V12       | -      | -   |

## Articole recomandate
- Enzo Ferrari